# Castiglione Olona
Castiglione Olona là một đô thị ở tỉnh Varese, vùng Lombardia của Ý. Đô thị này có diện tích 7 km2, dân số cuối năm 2004 là 7916 người.